# Nueva Libertad el Progreso
Nueva Libertad el Progreso är en ort i Mexiko.   Den ligger i kommunen Mapastepec och delstaten Chiapas, i den sydöstra delen av landet, 800 km sydost om huvudstaden Mexico City. Nueva Libertad el Progreso ligger 705 meter över havet och antalet invånare är 155.
Terrängen runt Nueva Libertad el Progreso är kuperad västerut, men österut är den bergig. Runt Nueva Libertad el Progreso är det ganska tätbefolkat, med 60 invånare per kvadratkilometer. Närmaste större samhälle är Mapastepec, 11,3 km sydväst om Nueva Libertad el Progreso. I omgivningarna runt Nueva Libertad el Progreso växer i huvudsak städsegrön lövskog.